# Culex eknomios
Culex eknomios är en tvåvingeart som beskrevs av Oswaldo Paulo Forattini och Sallum 1992. Culex eknomios ingår i släktet Culex och familjen stickmyggor. Inga underarter finns listade i Catalogue of Life.